# هین تاغر
هین تاغر (به ارمنی: Հին Թաղլար) یک منطقهٔ مسکونی در جمهوری آرتساخ است که در استان هادروت واقع شده‌است. هین تاغر ۱۶۸ نفر جمعیت دارد.